# Сари-Пуль (город)
Са́ри-Пу́ль (дари سر پل) — город на севере Афганистана, столица провинции Сари-Пуль. Город находится в 349 км от Кабула.

## Население
Население в 2015 году составляло 51075 человек. В 2018 году население города составило 164 000 человек. В этническом плане преобладают таджики и узбеки.

## История
8 августа 2021 года группировка Талибан захватила и оккупировала город. Это было сделано во время её наступления в 2021 году.